# Liste der Kulturdenkmale in Sieverstedt
In der Liste der Kulturdenkmale in Sieverstedt sind alle Kulturdenkmale der schleswig-holsteinischen Gemeinde Sieverstedt (Kreis Schleswig-Flensburg) und ihrer Ortsteile aufgelistet (Stand: 14. April 2025).
Die Bodendenkmale sind in der Liste der Bodendenkmale in Sieverstedt aufgeführt.

## Legende
In den Spalten befinden sich folgende Informationen:
- Objekt-ID: die Nummer des Kulturdenkmales
- Lage: die Adresse des Kulturdenkmales und die geographischen Koordinaten. Kartenansicht, um Koordinaten zu setzen. In der Kartenansicht sind Kulturdenkmale ohne Koordinaten mit einem roten Marker dargestellt und können in der Karte gesetzt werden. Kulturdenkmale ohne Bild sind mit einem blauen Marker gekennzeichnet, Kulturdenkmale mit Bild mit einem grünen Marker.
- Offizielle Bezeichnung: Bezeichnung des Kulturdenkmales
- Beschreibung: die Beschreibung des Kulturdenkmales
- Bild: ein Bild des Kulturdenkmales

## Sachgesamtheiten
| Objekt-ID      | Lage                                     | Offizielle Bezeichnung | Beschreibung | Bild                             |
| -------------- | ---------------------------------------- | ---------------------- | --- | -------------------------------- |
| 40979 Wikidata | Kirchenweg (54° 38′ 35″ N, 9° 28′ 58″ O) | Kirche St. Petri       | Aktualisierung vorgesehen - Begründung: geschichtlich, künstlerisch, städtebaulich, Kulturlandschaft prägend - Schutzumfang: Kirche St. Petri mit Ausstattung, Kirchhof, Grabmale bis 1870, zwei Kirchhofspforten, Feldsteinwall | weitere Fotos \| Fotos hochladen |

## Bauliche Anlagen
| Objekt-ID     | Lage                                            | Offizielle Bezeichnung           | Beschreibung | Bild                             |
| ------------- | ----------------------------------------------- | -------------------------------- | --- | -------------------------------- |
| 5127 Wikidata | Kirchenweg (54° 38′ 35″ N, 9° 28′ 58″ O)        | Kirche St. Petri mit Ausstattung | Alteintragung (Aktualisierung vorgesehen) - Begründung: geschichtlich, künstlerisch, städtebaulich - Schutzumfang: gesamtes Objekt - Denkmaltyp: Bauliche Anlage, Sachgesamtheit: Kirche St. Petri | weitere Fotos \| Fotos hochladen |
| 45166         | Westerstenderup 2 (54° 37′ 41″ N, 9° 27′ 54″ O) | Wohnhaus                         | Wohn- und Wirtschaftsgebäude; 1857, 1913; Försterei bis 1934, eingeschossiger geweißter Backsteinbau, traufständig mit reetgedecktem Halbwalmdach, im Osten Wohnteil mit Erweiterung von 1913, Wirtschaftsteil mit Querdiele im Westen - Begründung: geschichtlich, Kulturlandschaft prägend - Schutzumfang: gesamtes Objekt - Denkmaltyp: Bauliche Anlage | BW                               |
| 8394 Wikidata | (54° 36′ 29″ N, 9° 28′ 30″ O)                   | Meilenstein                      | Alteintragung (Aktualisierung vorgesehen) - Begründung: geschichtlich, Kulturlandschaft prägend - Schutzumfang: gesamtes Objekt - Denkmaltyp: Bauliche Anlage | Fotos hochladen                  |

## Gründenkmale
| Objekt-ID      | Lage                                     | Offizielle Bezeichnung | Beschreibung | Bild            |
| -------------- | ---------------------------------------- | ---------------------- | --- | --------------- |
| 23963 Wikidata | Kirchenweg (54° 38′ 34″ N, 9° 28′ 56″ O) | Kirchhof               | Alteintragung (Aktualisierung vorgesehen) - Begründung: geschichtlich, Kulturlandschaft prägend - Schutzumfang: Kirchhof, Grabmale bis 1870, zwei Kirchhofspforten, Feldsteinwall - Denkmaltyp: Gründenkmal, Sachgesamtheit: Kirche St. Petri | Fotos hochladen |

## Quelle
- Liste der Kulturdenkmale in Schleswig-Holstein – Kreis Schleswig-Flensburg